# 1811
Промислова революція •  Російська імперія • Наполеонівські війни

## Геополітична ситуація
У Росії царює імператор Олександр I (до 1825). Російській імперії належить більша частина України, значна частина Польщі, Грузія, Фінляндія. Україну розділено між двома державами. Королівство Галичини та Володимирії належить Австрії. Правобережжя, Лівобережжя та Крим — Російській імперії. Задунайська Січ існує під протекторатом Османської імперії.
В Османській імперії править султан Махмуд II (до 1839). Під владою османів перебувають Близький Схід та Єгипет, Середземноморське узбережжя Північної Африки, частина Закавказзя, значні території в Європі: Греція, Болгарія і Сербія. Васалами османів є Волощина та Молдова.
Австрійську імперію очолює Франц II (до 1835). Вона охоплює, крім власне австрійських земель, Угорщину з Хорватією, Трансильванію, Богемію. Частина колишніх імперських земель об'єдналася в Рейнський союз. Король Пруссії — Фрідріх-Вільгельм III (до 1840). Баварське королівство очолює Максиміліан I (до 1825).
Першу французьку імперію очолює Наполеон I (до 1814). Франція має колонії в Карибському басейні, Південній Америці та Індії. Вона приєднала до себе Іллірійські провінції, Нідерланди, Італійське королівство, французи також захопили континентальну частину Неаполітанського королівства.
Іспанією править Жозеф Бонапарт (до 1814). Королівству Іспанія належать Нова Іспанія, Нова Гранада, Віцекоролівство Перу, Внутрішні провінції та Віцекоролівство Ріо-де-ла-Плата в Америці, Філіппіни. Повсюди в Латинській Америці триває національно-визвольна боротьба. У Португалії королює Марія I (до 1816), але португальська столиця через французьку загрозу перемістилася в Ріо-де-Жанейро. Португалія має володіння в Бразилії, в Африці, в Індії, в Індійському океані й Індонезії. На троні Великої Британії сидить Георг III (до 1820). Почалася Епоха Регентства. Британія має колонії в Північній Америці, на Карибах та в Індії.
Сполучені Штати Америки займають територію частини колишніх британських колоній та купленої у Франції Луїзіани. Посаду президента США обіймає Джеймс Медісон. Територія на півночі північноамериканського континенту належить Великій Британії, вона розділена на Нижню Канаду та Верхню Канаду, територія на півдні та заході континенту належить Іспанії.
Король Данії та Норвегії — Фредерік VII (до 1863), на шведському троні сидить Карл XIII (до 1818). В Ірані при владі Каджари. Британська Ост-Індійська компанія контролює значну частину Індостану. Усе ще зберігає могутність Імперія Маратха. У Пенджабі існує Сикхська держава. У Бірмі править династія Конбаун, у В'єтнамі — династія Нгуєн. У Китаї володарює Династія Цін. У Японії триває період Едо.

## Події

### В Україні
- Згорів дерев'яний Поділ у Києві.
- У складі Австрійської імперії утворено Коломийський округ.
- Почала виходити польськомовна Gazeta Lwowska.
- Відбулося перше паломництво хасидів до Умані.

### У світі
- 16 січня відбулася битва на мосту Кальдерон у Мексиці, в якій 6 тис. іспанців розбили стотисячну армію повстанців.
- 5 лютого принц Уельський Георг став принцом-регентом, оскільки його батько Георг III безповоротно втратив глузд.
- 19 лютого відбулася битва при Геборі у ході Піренейської війни — французи під командуванням Едуара Мортьє попри чисельну перевагу супротивника зуміли завдати поразки іспанцям.
- 1 березня османський правитель Єгипту Мухаммед Алі знищив останнього мамелюка.
- Заснована Вільна Держава Кундінамарка на території сучасної Колумбії.
- 28 березня правитель Держави Гаїті Анрі Крістоф проголосив себе королем. Постало Королівство Гаїті.
- 14 травня Парагвай проголосив незалежність від Іспанської імперії.
- 5 липня Венесуела проголосила незалежність від Іспанської імперії.
- 11 липня Росія змістила католикоса-патріарха Грузії Антонія ІІ, замінивши його своїм ставлеником.
- 30 липня іспанці стратили лідера борців за незалежність у Новій Іспанії Мігеля Ідальго.
- 4 листопада луддити знищили шість машин на фабриці поблизу Ноттінгема.
- 16 листопада Хосе Мігель Каррера склав присягу президента виконавчої хунти Чилі.

### Наука
- Сформульовано закон Авогадро
- Франсуа Араго вперше спостеріг обертання площини поляризації світла.
- Бернар Куртуа відкрив хімічний елемент йод.
- Мері Еннінг знайшла викопні рештки іхтіозавра.

### Культура
- Джейн Остін опублікувала власним накладом свій перший роман «Чуття і чуттєвість».
- Фрідріх де ла Мотт Фуке видав казкову повість «Ундина».
- Йоганн Вольфганг фон Гете опублікував свою автобіографію.

## Народились
Див. також: Категорія:Народились 1811
- Вагилевич Іван Миколайович
- Варвинський Йосип Васильович
- Шашкевич Маркіян Семенович
- Бєлінський Віссаріон Григорович — письменник, видатний літературний критик і публіцист (пом. 1848).
- 11 березня — Урбен Жан Жозеф Левер'є, французький астроном.
- 20 березня — Наполеон II., син Наполеона I. (пом. 1832).
- 11 травня — Чанг та Енг Банкери, сіамські близнюки, близнюки, що зрослися; вони народились в Сіамі (нині Таїланд), що й дало назву такій медичній патології.
- 14 червня — Гаррієт Бічер-Стоу, американська письменниця.
- 18 липня — Теккерей Вільям (Мейкпіс), англійський письменник.
- 3 серпня — Джозеф Пекстон, англійський архітектор.
- 31 серпня — Теофіл Готьє, французький поет.
- 25 вересня — Лу Сінь, китайський письменник, основоположник сучасної китайської літератури.
- 28 листопада — Максиміліан II, король Баварії.

## Померли
Див. також: Категорія:Померли 1811
- 9 лютого — Невіль Маскелін, англійський астроном